# Narciso Rodriguez

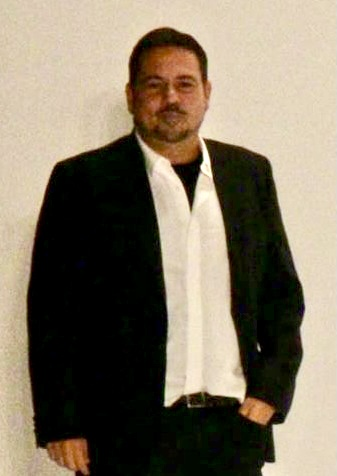
Narciso Rodriguez 2011

Narciso Rodriguez (* 27. Januar 1961 in Newark, New Jersey) ist ein US-amerikanischer Modedesigner.

## Leben
Rodriguez wuchs als Sohn kubanischer Einwanderer in Newark, New Jersey, auf. Nach seiner Schulzeit studierte Rodriguez an der Parsons The New School for Design in New York City Kunst und Design, wo er 1982 seinen Abschluss machte. Nach seinem Studium arbeitete er zunächst freiberuflich als Designer und erhielt 1985 eine Anstellung bei dem Modeunternehmen Anne Klein in New York als Modeschöpfer unter der damaligen Chefdesignerin Donna Karan. 1991 wechselte Rodriguez zu Calvin Klein, wo er vorwiegend Damenbekleidung entwarf.
1995 wurde Rodriguez Modeschöpfer bei Cerruti in Paris, wo er bis Sommer 1997 blieb. Größere Aufmerksamkeit in der Modewelt erlangte er 1996 für das Brautkleid von Carolyn Bessette-Kennedy, die bei Calvin Klein eine Arbeitskollegin von ihm gewesen war. Nachdem Rodriguez zwischenzeitlich finanzielle Probleme hatte, gelang ihm durch neue Entwürfe der weitere berufliche Erfolg. 1997 präsentierte er in Mailand in Zusammenarbeit mit dem italienischen Modehersteller AEFFE, der sich zu 50 % an Rodriguez’ neu gegründetem Modeunternehmen beteiligte, unter seinem Namen erstmals seine eigene Damenmode. Noch im gleichen Jahr nahm er die Stelle des Kreativdirektors bei Loewe (Madrid) an, die er bis 2001 innehatte.
1998 erhielt Rodriguez vom Council of Fashion Designers of America den Perry Ellis Nachwuchs-Preis. Das Unternehmen Narciso Rodriguez siedelte 2001 nach New York City über. Im gleichen Jahr eröffnete er in Mailand eine Boutique unter seinem Namen (2007 geschlossen). 2005 wurde erstmals Herrenbekleidung von Narciso Rodriguez angeboten (2008 eingestellt). Im Mai 2007 erwarb das Unternehmen Liz Claiborne den bislang von AEFFE gehaltenen 50-Prozent-Anteil an Rodriguez’ Modemarke. Bereits 2008 kaufte Rodriguez aufgrund von Meinungsverschiedenheiten den Claiborne-Anteil zurück. 2009 entwarf Rodriguez eine limitierte Damenkollektion für Ebay; 2012 heuerte er als Berater für die Modemarke Banana Republic an. Zu seinen Kunden in den 1990er und 2000er gehörten unter anderem Salma Hayek, Claire Danes, Sarah Jessica Parker, Rachel Weisz und Sônia Braga. Nebenbei entwarf Rodriguez über die Jahre unter anderem Brautkleider für Prominente, Teppiche, Pelzmoden sowie Berufsbekleidung für Restaurants und Hotels. Zu seinen prominenten Kundinnen gehört auch Michelle Obama, die seine Kleider medienwirksam am Wahlabend der Präsidentschaftswahl in den Vereinigten Staaten 2008 und 2009 zur Amtseinführung ihres Mannes Barack Obama, zu dessen starken Unterstützern in der Modewelt Rodriguez gehörte, trug.
2003 brachte Rodriguez gemeinsam mit Shiseido (Beauté Prestige International) ein Damenparfüm namens For Her auf den Markt. Das Herrenparfüm For Him folgte im Juli 2007. 2009 wurde das Damenparfüm Essence lanciert; 2014 der Damenduft Narciso.

## Preise und Auszeichnungen (Auswahl)
- 1997: VH1 Fashion Awards: Best New Designer
- 1998: Council of Fashion Designers of America: Perry Ellis Award for emerging talent in womenswear
- 2002: Council of Fashion Designers of America: Womenswear Designer of the Year Award
- 2003: Council of Fashion Designers of America: Womenswear Designer of the Year Award
- 2004: FiFi Awards: Best Women’s Nouveau Niche fragrance
- 2004: Hispanic Heritage Foundation: Vision award
- 2006: FiFi Awards: Best Women’s Nouveau Niche fragrance
- 2007: Pratt Institute: Fashion Icon Award
- 2014: National Design Awards: Fashion Design